# Gerardo Loaiza
Gerardo Loaiza alias « Général » est un commandant de la guérilla libérale colombienne, pendant la période de « La Violencia », né en 1960 à Génova, département de Quindío.
Natif d'une famille modeste, Gerardo Loaiza est issu d'une famille de petit propriétaire terrien libéral Gaitaniste de Génova (Quindío). Les guérilleros libéraux ou gaitanistes en Colombie étaient des groupes armés qui  participaient aux guerres civiles de Colombie et à La Violencia bipartite, principalement entre 1948 et 1958.